# Templo de Plutón
El templo de Pluton, es una estructura del yacimiento arqueológico de Dougga en Túnez, situada cerca de las termas de los Cíclopes, dedicada a templo pagano, y que se supone que podía estar dedicado al dios Plutón ya que un busto de Plutón se encontró durante la excavación del yacimiento (Plutón era el genio protector de Thugga (Dougga)). Se conserva el pavimento, la escalera, una puerta y algunas columnas. Era un complejo de importancia media en el que no se encontraron inscripciones y se ha interpretado en función de sus características arquitectónicas y su contexto arqueológico.
Está formado por un vestíbulo en forma de terraza y colocado sobre un podio. La forma es rectangular y el acceso es por una escalera de la que falta la parte superior, y que conduce a la pronaos, más allá de la cual se encuentra la celda o sala de culto con los muros laterales aún conservados hasta una altura de 1,29 metros; la puerta de entrada tiene una altura de 3,10 metros.